# Jello Biafra
Eric Reed Boucher (Boulder, Colorado, Estats Units, 17 de juny de 1958), més conegut pel seu nom artístic Jello Biafra, és un músic estatunidenc punk i activista polític, conegut per haver estat el cantant i capdavanter dels Dead Kennedys durant la primera etapa de la banda. És considerat per molts com el líder intel·lectual del moviment punk. Després que el grup es dissolgués, va actuar com solista i artista d'spoken word, i va publicar nombrosos àlbums de tots dos gèneres mitjançant el seu propi segell discogràfic, Alternative Tentacles. En l'àmbit polític, és membre actiu del Green Party i participa en campanyes d'activisme relacionades amb les seves visions polítiques progressistes. Es proclama anarquista, i advoca per la desobediència civil i per les facècies en nom del canvi polític. Biafra és conegut per usar tàctiques mediàtiques de l'absurd seguint la tradició dels Yippies per destacar qüestions de drets humans, justícia social i anti-corporativisme.
El seu nom artístic és una combinació de la marca Jell-O i del nom de Biafra, país de curta durada que va intentar separar-se de Nigèria el 1966. Després de quatre anys de lluita i d'una fam horrorosa, Nigèria va reprendre el control del naixent estat de Biafra. Jello Biafra va crear el seu nom com una combinació irònica d'un comestible produït massivament i d'una fam massiva.

## Biografia
Eric Boucher, nascut a Boulder, Colorado, Estats Units, és fill d'Stanley i Virginia Boucher, tots dos treballadors socials. Boucher va desenvolupar de ben jove l'interès per la política internacional i els seus pares van promoure que aprengués més del tema. De petit, es mirava les notícies amb avidesa. Un dels primers records de la seva joventut és l'assassinat de John F. Kennedy. Biafra afirma haver estat fan de la música rock des que la va escoltar per primera vegada el 1965, quan els seus pares van sintonitzar accidentalment una emissora de ràdio de rock. Durant anys va sentir devoció pel rockabilly dels 50 i la música Surf, gustos que manté fins al dia d'avui. Durant els anys 1970, es va involucrar en activitats d'activisme com a reacció a diversos esdeveniments d'aquesta època com la Guerra del Vietnam, el judici dels Chicago 7, i la massacre de Kent State.
Va començar la carrera musical al gener de 1977 com a tècnic musical per a la banda de punk rock The Ravers, que més tard va canviar el seu nom a The Nails. En aquell any, va començar a assistir a la Universitat de Califòrnia, on va estudiar economia. Va passar un quadrimestre de l'any estudiant en tallers de teatre i es va involucrar en el moviment punk de Sant Francisco. Al juny de 1978, després del seu viatge a Londres, on va entrar en contacte amb les variades tribus urbanes d'aquella època i va estudiar-ne la filosofia i el comportament, va respondre a un anunci del guitarrista East Bay Ray i junts van formar els Dead Kennedys. Biafra va començar actuant amb la banda amb l'àlies d'Occupant, però poc després va començar a usar el seu actual nom artístic. Biafra escrivia habitualment les cançons de la banda, la majoria de les quals eren de naturalesa política i mostraven un sentit de l'humor sarcàstic, de vegades absurd, malgrat la seriositat dels temes a tractar. Al juny de 1979, Biafra va formar el segell discogràfic Alternative Tentacles, amb el qual els Dead Kennedys van llançar el seu primer single, "Califòrnia Über Alles". Biafra va crear el segell per permetre a la banda emetre àlbums sense haver de sotmetre's a la pressió dels grans segells per fer-los canviar la seva música (encara que els grans segells no estaven disposats a signar amb ells a causa que les seves cançons eren considerades massa controvertides). Després de tractar amb Cherry Red al Regne Unit i amb IRS Records als Estats Units per al seu primer àlbum, Fresh Fruit for Rotting Vegetables, la banda va publicar tots els seus àlbums posteriors amb Alternative Tentacles, exceptuant els àlbums en viu posteriors a la dissolució de la banda, quan els altres membres van compilar d'enregistraments sense l'aprovació de Biafra. Biafra és l'amo de la companyia des de la seva fundació, tot i que no rep cap retribució per la seva posició (es refereix a la seva posició en la companyia com a "cap absent").
Després de participar en la banda Brujeria en els seus inicis, i una altra sèrie de col·laboracions amb Melvins (Jelvins), amb Al Jourgensen de Ministry (LARD), toca actualment amb la banda de hardcore punk Guantanamo School of Medicine